# Dolba floridensis
Dolba floridensis är en fjärilsart som beskrevs av Clark 1916. Dolba floridensis ingår i släktet Dolba och familjen svärmare. Inga underarter finns listade i Catalogue of Life.